# 連詞
連詞（英語：conjunction）又稱連接詞，是用來連接詞語、短語、句子、段落等的詞，表示被连接的语言单位之間的關係。連不同的邏輯關係。連接詞和詞組的連詞，跟連接句子的連詞並不相同。

## 類型
- 表示並列關係的連詞：和、跟、與、既、及、而、又、一面⋯⋯一面⋯⋯等。
- 表示選擇關係的連詞：或、或者、還是等。
- 表示轉折關係的連詞：但是、不過、雖然、然而等。
- 表示因果關係的連詞：因為、因此、所以、由於、以致等。
- 表示遞進關係的連詞：不但、不僅、而且、何況、並、且等。
- 表示條件關係的連詞：不管、只要、除非等。
- 表示假設關係的連詞：如果、即使、假若、假如等。
- 表示目的關係的連詞：以、以便、以免、為了等。
- 表示承接關係的連詞：又、便、於是、然後、之後等。
- 表示比較關係的連詞：與其、不如。

## 外部連結
- Wikitionary lists of conjuctions by language （页面存档备份，存于）
- Difference between conjunctions, relative pronouns and relative adverbs （页面存档备份，存于）, by Jennifer Frost